# Persone di nome Antonio/Vescovi cattolici
| Questa pagina contiene informazioni ricavate automaticamente dalle voci biografiche con l'ausilio del template Bio e di un bot. L'aggiornamento è periodico e automatico e ricostruisce completamente la pagina. Se manca una persona in questa lista, sei pregato di non aggiungerla, ma accertati piuttosto che la sua voce biografica contenga il template Bio e che i dati anagrafici siano correttamente compilati. Se il template Bio manca, inseriscilo tu stesso o, in alternativa, metti l'avviso {{tmp\|Bio}} che ne segnala la mancanza. Se i dati riportati sono sbagliati, correggi direttamente la voce biografica; le modifiche saranno visibili in questa lista entro pochi giorni. Per chiarimenti vedi il progetto antroponimi. La lista contiene solo le 103 persone che sono citate nell'enciclopedia e per le quali è stato implementato correttamente il template Bio. Pagina aggiornata al 22 lug 2025. |

Questa è una lista di persone presenti nell'enciclopedia che hanno il nome Antonio e sono vescovi cattolici.

## A(5)
- Antonio Agelli, vescovo cattolico e biblista italiano (Sorrento, n. 1532 - Roma, † 1608)
- Antonio Ángel Algora Hernando, vescovo cattolico spagnolo (La Vilueña, n. 1940 - Madrid, † 2020)
- Antonio Altan, vescovo cattolico italiano (San Vito al Tagliamento - Barcellona, † 1450)
- Antonio Giuseppe Angioni, vescovo cattolico italiano (Bortigali, n. 1910 - Certosa di Pavia, † 1991)
- Antonio Maria Arduini, vescovo cattolico italiano (Albenga, n. 1691 - Noli, † 1777)

## B(10)
- Antonio Baseotto, vescovo cattolico argentino (Buenos Aires, n. 1932 - Buenos Aires, † 2025)
- Antonio Belglava, vescovo cattolico italiano (Zara, n. 1730 - Traù, † 1790)
- Antonio Bello, vescovo cattolico italiano (Alessano, n. 1935 - Molfetta, † 1993)
- Antonio Bergamaschi, vescovo cattolico italiano (Fiorenzuola, n. 1894 - Pennabilli, † 1966)
- Antonio Bernardi, vescovo cattolico e filosofo italiano (Mirandola, n. 1502 - Bologna, † 1565)
- Antonio Bernieri, vescovo cattolico italiano (Parma - † 1456)
- Antonio Bianchin, vescovo cattolico italiano (Villorba, n. 1936 - Calcinaia, † 1991)
- Antonio Maria Borromeo, vescovo cattolico italiano (Padova, n. 1666 - Carmignano di Brenta, † 1738)
- Antonio Brancaccio, vescovo cattolico italiano († 1518)
- Antonio Briva Mirabent, vescovo cattolico spagnolo (Sitges, n. 1926 - Astorga, † 1994)

## C(6)
- Antonio Caracciolo, vescovo cattolico italiano (Melfi - Châteauneuf-sur-Loire)
- Antonio Cavaleri, vescovo cattolico italiano (Agrigento, n. 1719 - Agrigento, † 1792)
- Antonio Ceballos Atienza, vescovo cattolico spagnolo (Alcalá la Real, n. 1935 - Jaén, † 2022)
- Antonio Cece, vescovo cattolico italiano (Cimitile, n. 1914 - Aversa, † 1980)
- Antonio Cresi, vescovo cattolico italiano (L'Aquila, n. 1733 - Treglio, † 1804)
- Antonio Cunial, vescovo cattolico italiano (Possagno, n. 1915 - Lourdes, † 1982)

## D(14)
- Antonio D'Erchia, vescovo cattolico italiano (Massafra, n. 1911 - Massafra, † 1997)
- Antonio d'Orso, vescovo cattolico italiano (Firenze, † 1321)
- Antonio Da Ponte, vescovo cattolico e patriarca cattolico italiano (Venezia - Albenga, † 1429)
- Antonio David, vescovo cattolico italiano (Venezia - Fano, † 1416)
- Antonio De Luca, vescovo cattolico italiano (Torre del Greco, n. 1956)
- Antonio Maria de Pol, vescovo cattolico italiano (Venezia, n. 1836 - Vicenza, † 1892)
- Antonio degli Agli, vescovo cattolico, scrittore e teologo italiano (Firenze, n. 1400 - † 1477)
- Antonio degli Uberti, vescovo cattolico italiano (Mantova, † 1417)
- Antonio Di Donna, vescovo cattolico italiano (Ercolano, n. 1952)
- Antonio Diaz, vescovo cattolico italiano (Napoli - Napoli, † 1627)
- Antonio Dorado Soto, vescovo cattolico spagnolo (Urda, n. 1931 - Malaga, † 2015)
- Antonio da Fabriano, vescovo cattolico italiano († 1470)
- Antonio de Caturcio, vescovo cattolico italiano († 1431)
- Antonio de Mattheis, vescovo cattolico italiano (Santa Maria del Ponte, n. 1572 - Castellaneta, † 1635)

## F(8)
- Antonio Falangola, vescovo cattolico italiano (Sorrento, n. 1699 - Caserta, † 1761)
- Antonio Faraone, vescovo cattolico italiano (Messina - Catania, † 1572)
- Antonio Fatati, vescovo cattolico italiano (Ancona, † 1484)
- Antonio Feletto, vescovo cattolico italiano († 1488)
- Antonio Feruglio, vescovo cattolico italiano (Feletto Umberto, n. 1841 - Staranzano, † 1911)
- Antonio Filonardi, vescovo cattolico italiano (Bauco, n. 1490 - Veroli, † 1560)
- Antonio Forte, vescovo cattolico italiano (Polla, n. 1928 - Nocera Superiore, † 2006)
- Antonio Maria Franci, vescovo cattolico italiano (Batignano, n. 1705 - Grosseto, † 1790)

## G(7)
- Antonio Maria Gardini, vescovo cattolico italiano (Venezia, n. 1738 - Vicenza, † 1800)
- Antonio Gava, vescovo cattolico italiano (San Giacomo di Veglia, n. 1795 - † 1865)
- Antonio Maria Gianelli, vescovo cattolico italiano (Carro, n. 1789 - Piacenza, † 1846)
- Antonio Grassi, vescovo cattolico italiano (Chioggia, n. 1644 - Chioggia, † 1715)
- Antonio Guidi di Bagno, vescovo cattolico italiano (Mantova, n. 1683 - Mantova, † 1761)
- Antonio Guidi, vescovo cattolico italiano (Medole - † 1604)
- Antonio Gómez Cantero, vescovo cattolico spagnolo (Quijas, n. 1956)

## H(1)
- Antonio Herberstein, vescovo cattolico austriaco (Vienna, n. 1725 - Trieste, † 1774)

## L(8)
- Antonio La Scala, vescovo cattolico italiano (Lucera, n. 1817 - Lucera, † 1889)
- Antonio Lanza, vescovo cattolico italiano (Mussomeli, n. 1728 - Agrigento, † 1775)
- Antonio Lauro, vescovo cattolico italiano (n. 1498 - Napoli, † 1577)
- Antonio Leonardis, vescovo cattolico italiano (Gorizia, n. 1756 - Trieste, † 1830)
- Antonio Lorenzini, vescovo cattolico italiano (Montepulciano, n. 1514 - Assisi, † 1577)
- Antonio Lucci, vescovo cattolico italiano (Agnone, n. 1682 - Bovino, † 1752)
- Antonio Lucifero, vescovo cattolico italiano (Crotone - Crotone, † 1521)
- Antonio Giovanni Giuseppe Lucovich, vescovo cattolico dalmata (Perzagno, n. 1729 - Cittanova, † 1794)

## M(9)
- Antonio Malatesta, vescovo cattolico italiano (Cesena, † 1475)
- Antonio Malavolti, vescovo cattolico italiano (San Gimignano, † 1406)
- Antonio Maramaldo, vescovo cattolico italiano
- Antonio Marenzi, vescovo cattolico italiano (Trieste, n. 1596 - Trieste, † 1662)
- Anton Felice Marsili, vescovo cattolico e biologo italiano (Bologna, n. 1651 - Perugia, † 1710)
- Antonio Mazza, vescovo cattolico italiano (Alpicella d'Aveto, n. 1919 - Piacenza, † 1998)
- Antonio Rosario Mennonna, vescovo cattolico italiano (Muro Lucano, n. 1906 - Muro Lucano, † 2009)
- Antonio Mistrorigo, vescovo cattolico italiano (Chiampo, n. 1912 - Treviso, † 2012)
- Antonio Mura, vescovo cattolico italiano (Bortigali, n. 1952)

## N(5)
- Antonio Napoletano, vescovo cattolico italiano (Nocera Inferiore, n. 1937 - Teggiano, † 2019)
- Antonio Napolioni, vescovo cattolico italiano (Camerino, n. 1957)
- Antonio Novasconi, vescovo cattolico e politico italiano (Castiglione, n. 1798 - Cremona, † 1867)
- Antonio Numai, vescovo cattolico italiano (Forlì - † 1568)
- Antonio Nuvolone da Camilla, vescovo cattolico italiano

## O(1)
- Antonio Oña de Echave, vescovo cattolico spagnolo (Cárcar, n. 1905 - Pamplona, † 1987)

## P(9)
- Antonio Perez della Lastra, vescovo cattolico spagnolo (Santillana del Mar, n. 1631 - Gallipoli, † 1700)
- Antonio Peteani, vescovo cattolico italiano (Gorizia, n. 1789 - Parenzo, † 1857)
- Antonio Picconi, vescovo cattolico italiano (Verona, n. 1885 - Vigevano, † 1952)
- Antonio Victor Pildain y Zapiain, vescovo cattolico e politico spagnolo (Lezo, n. 1890 - Las Palmas de Gran Canaria, † 1973)
- Antonio Piterà, vescovo cattolico e teologo italiano (Cutro, n. 1823 - Cutro, † 1913)
- Antonio Polcenigo, vescovo cattolico italiano (Fanna, n. 1647 - Feltre, † 1724)
- Antonio Polin, vescovo cattolico italiano (Caerano, n. 1825 - Rovigo, † 1908)
- Antonio Ponticorona, vescovo cattolico italiano (Palermo - † 1451)
- Antonio Prieto Lucena, vescovo cattolico spagnolo (La Rambla, n. 1974)

## R(3)
- Antonio Ranza, vescovo cattolico italiano (Piacenza, n. 1801 - Piacenza, † 1875)
- Antonio Riboldi, vescovo cattolico italiano (Tregasio, n. 1923 - Stresa, † 2017)
- Antonio Maria Roveggio, vescovo cattolico e missionario italiano (Cologna Veneta, n. 1858 - † 1902)

## S(8)
- Antonio Minturno, vescovo cattolico, poeta e umanista italiano (Traetto, n. 1500 - Crotone, † 1574)
- Antonio Maria Sacconi, vescovo cattolico e missionario italiano (Osimo, n. 1741 - Pechino, † 1785)
- Antonio Maria Saeli, vescovo cattolico italiano (Montemaggiore, n. 1833 - Palermo, † 1900)
- Antonio Santucci, vescovo cattolico italiano (Magliano de' Marsi, n. 1928 - Magliano de' Marsi, † 2018)
- Antonio Scarampi, vescovo cattolico italiano (Acqui, n. 1516 - Lodi, † 1576)
- Antonio Spolitano, vescovo cattolico italiano (Cirò - Crotone, † 1410)
- Antonio Staglianò, vescovo cattolico italiano (Isola di Capo Rizzuto, n. 1959)
- Antonio Suetta, vescovo cattolico italiano (Loano, n. 1962)

## T(3)
- Antonio Tedde, vescovo cattolico italiano (Sorso, n. 1906 - San Gavino Monreale, † 1982)
- Antonio Tornielli, vescovo cattolico italiano (Novara, n. 1579 - Novara, † 1650)
- Antonio IV Trivulzio, vescovo cattolico italiano († 1519)

## V(4)
- Antonio Vacca, vescovo cattolico italiano (Quartu Sant'Elena, n. 1934 - Cagliari, † 2020)
- Antonio Vaira, vescovo cattolico italiano (Venezia, n. 1649 - † 1732)
- Antonio José Valín Valdés, vescovo cattolico spagnolo (Ribadeo, n. 1968)
- Antonio Vegni, vescovo cattolico italiano (Montegiovi, n. 1686 - Piancastagnaio, † 1744)

## W(1)
- Antonio Domenico Wolkenstein, vescovo cattolico italiano (Trento, n. 1662 - Trento, † 1730)

## Z(1)
- Antonio Zara, vescovo cattolico italiano (Aquileia, n. 1574 - Pedena, † 1621)